# Heinrich von Podewils
Conte Heinrich von Podewils (Krangen, 3 ottobre 1696 – Magdeburgo, 29 luglio 1760) è stato un politico prussiano.
Apparteneva ad una famiglia aristocratica della Pomerania, documentata a partire dal 1347.
Dopo aver studiato all'Università di Leida, il conte von Podelwils intraprese la carriera politica, divenendo nel 1720 ministro della guerra del re Federico Guglielmo I.
Fece parte di quel gruppo di militari che appoggiarono la nascita della nuova scienza della guerra, in contrapposizione a Samuel von Schmettau e Dubislav Gneomar von Natzmer, che invece rimanevano legati all'antico concezioni di guerra.
Nel 1728 fu ambasciatore a Copenaghen e l'anno dopo a Stoccolma.
Durante le Guerre di Slesia contro l'Austria (Prima guerra di Slesia e Seconda guerra di Slesia) negoziò la Pace di Berlino del 1742 e la Pace di Dresda del 1745. Inoltre partecipò personalmente alle battaglie di Soor e Kesselsdorf dello stesso anno essendo inviato come commissario di guerra presso l'esercito prussiano.
Nel 1755 fece parte del gabinetto filo-illuminista del conte Karl Wilhelm Finck von Finckenstein.